# Veka (södra)
Veka (södra) är ett av två närliggande naturreservat i Breareds socken i Halmstads kommun i Halland. Det ligger invid sjön Simlångens nordöstra strand och den norra delen benämns Veka (norra)
Detta område omfattar 19 hektar medan det norra omfattar 44 hektar. Området är beläget strax öster om Mahult med utsikt över Fylleåns dalgång. Terrängen är kuperad och de lövträdsrika sluttningarna är bitvis branta. I sluttningen ner mot Veka by växer äldre bokskog. I området brukar finnas nötskrika, nötkråka och stjärtmes.